# Berg Glacier
Berg Glacier är en glaciär i Kanada.   Den ligger i provinsen British Columbia, i den centrala delen av landet, 3 200 km väster om huvudstaden Ottawa. Berg Glacier ligger 2 930 meter över havet.
Terrängen runt Berg Glacier är huvudsakligen bergig, men åt nordost är den kuperad. Berg Glacier ligger uppe på en höjd. Trakten runt Berg Glacier är nära nog obefolkad, med mindre än två invånare per kvadratkilometer.. Det finns inga samhällen i närheten. 
Trakten runt Berg Glacier är permanent täckt av is och snö.